# Bryantella
Bryantella  (лат.) — род аранеоморфных пауков из подсемейства Dendryphantinae в семействе пауков-скакунов (Salticidae). Оба вида распространены в Латинской Америке.

## Виды
- Bryantella smaragdus (Crane, 1945) — от Панамы до Аргентины
- Bryantella speciosa Chickering, 1946 — от Панамы до Бразилии